# Philus lumawigi
Philus lumawigi es una especie de escarabajo longicornio del género Philus, tribu, Philini, orden, Coleoptera. Fue descrita por Hüdepohl en 1990.

## Descripción
Mide 14,5-19,7 mm de longitud.

## Distribución
Se distribuye por Filipinas.